# 苏塞
苏塞或作苏斯（阿拉伯语：‎ Sūsaⓘ）位于突尼西亞东部哈马马特湾畔，是苏塞省的首府。位於首都突尼斯以南
140（87英里），有人口271,428人（2014年）。
蘇塞是一個渡假勝地，深受歐洲遊客歡迎。2015年6月26日，當地發生恐怖襲擊，至少27人死。

## 友好城市
- 法國 尼斯
- 法國 布洛涅-比扬古
- 阿尔及利亚君士坦丁
- 德国不伦瑞克
- 斯洛文尼亚卢布尔雅那
- 摩洛哥马拉喀什
- 美国迈阿密
- 加拿大魁北克市
- 土耳其伊兹密尔
- 叙利亚拉塔基亚
- 俄羅斯谢尔普霍夫
- 中国威海